# Iambia inferalis
Iambia inferalis är en fjärilsart som beskrevs av Walker 1863. Iambia inferalis ingår i släktet Iambia och familjen nattflyn. Inga underarter finns listade i Catalogue of Life.